# Denns Biomarkt

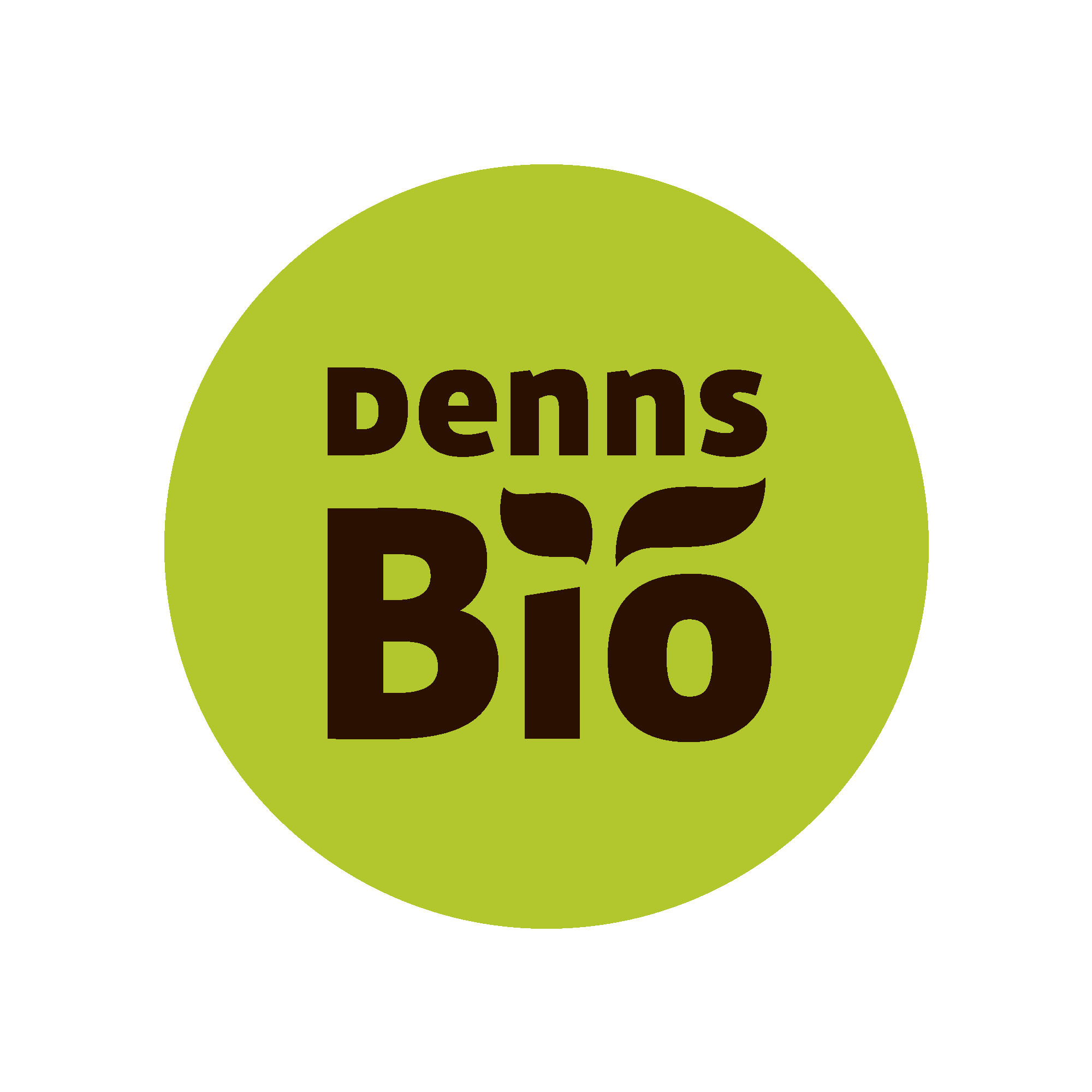
Logo von Denns Biomarkt

Altes Logo von Denn’s Biomarkt (bis 2021)

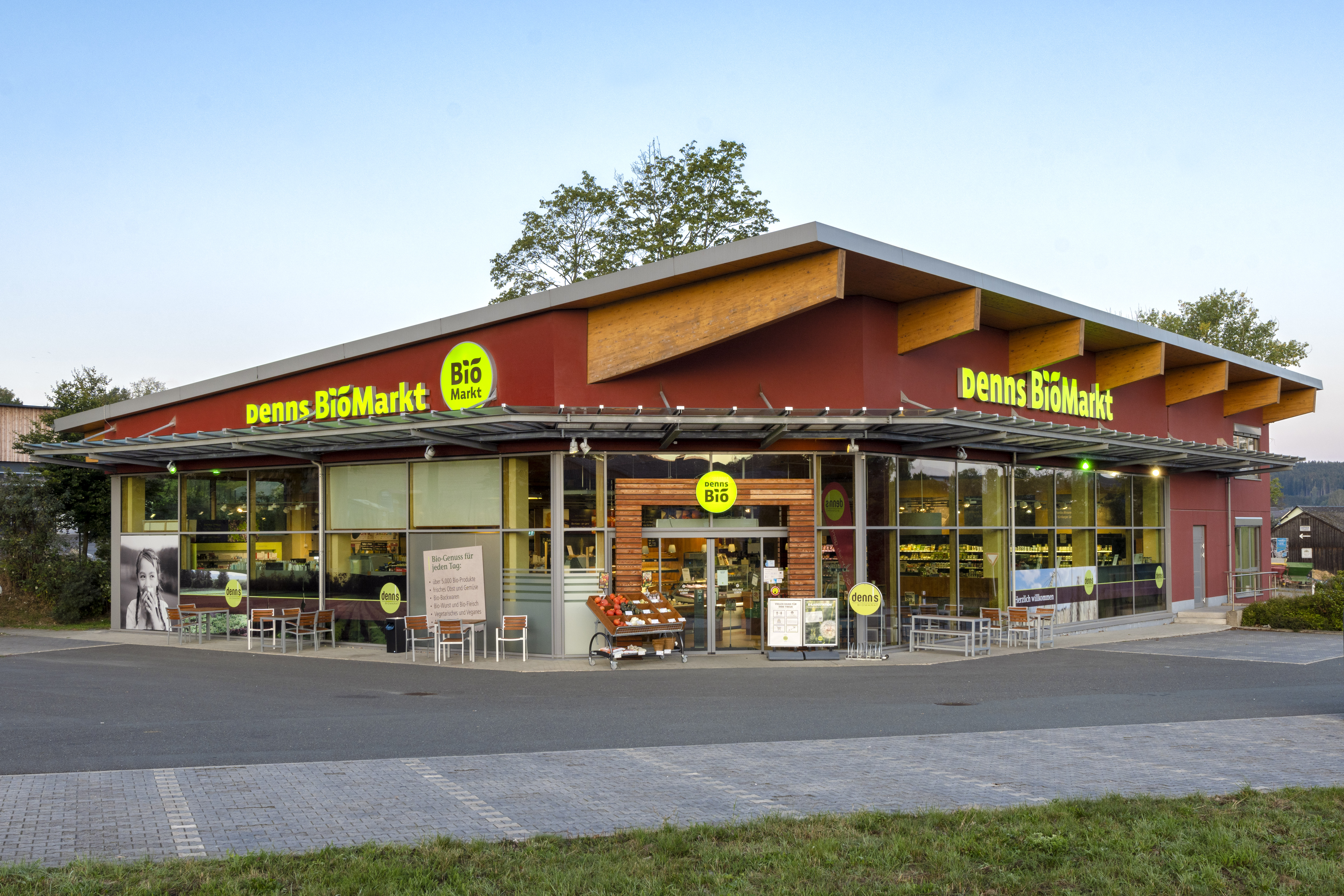
Denns Biomarkt in Töpen, 2022

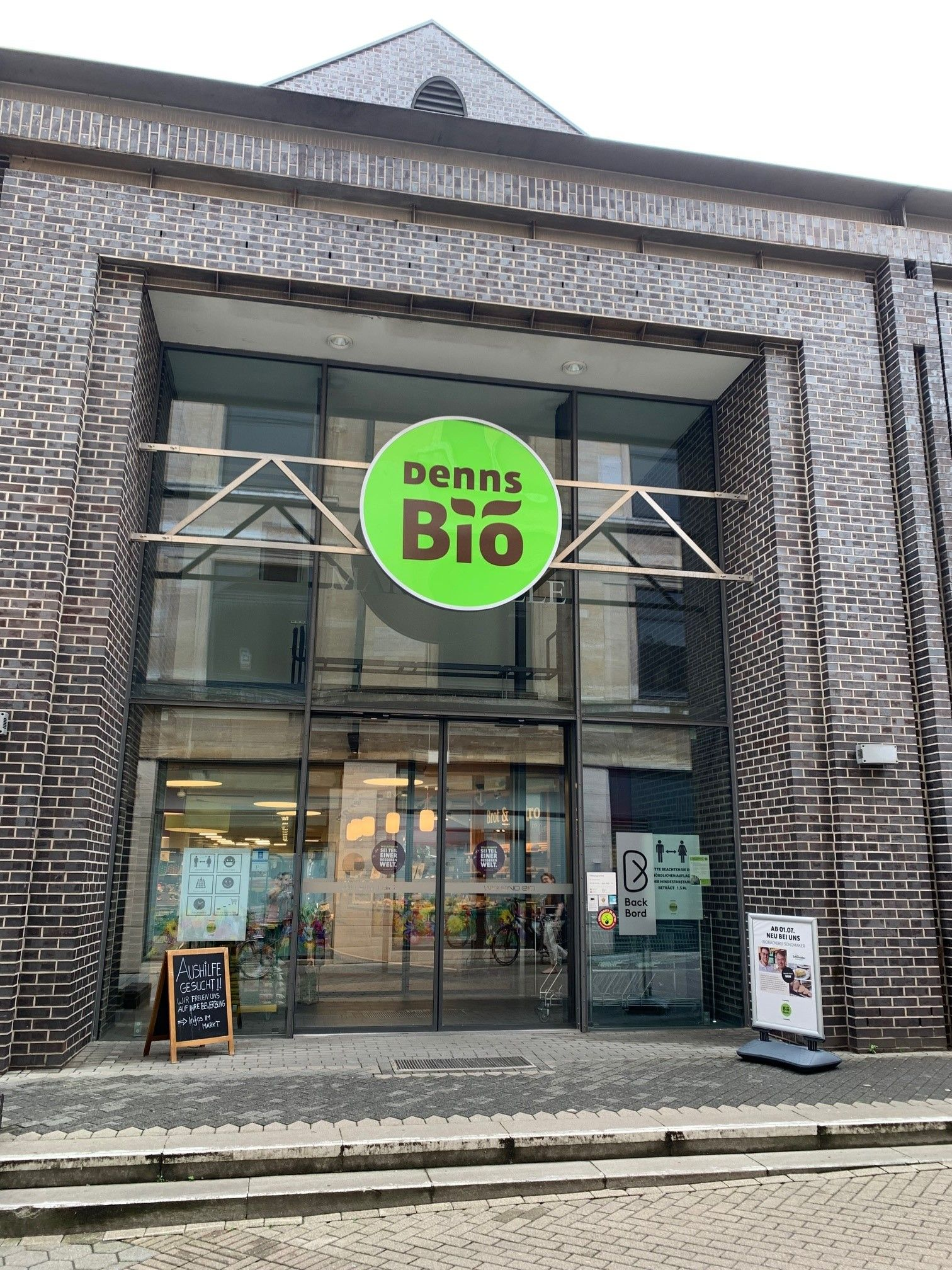
Denns Biomarkt in Gelsenkirchen, Springemarkt

Denns Biomarkt ist eine von der deutschen Dennree GmbH betriebene Biosupermarktkette. Der erste Markt der Kette wurde 2003 im bayrischen Geretsried eröffnet. Mit 340 Filialen ist es die größte Biomarktkette Deutschlands und Österreichs, gemessen an der Anzahl der Filialen, vor Alnatura und Bio Company.

## Angebot
Im Denns Biomarkt gibt es über 6000 Produkte, frisches Obst, eine Backtheke mit Waren regionaler Bäckereien, eine Käsetheke sowie Fleisch- und Wurstwaren, Naturkosmetik und ein Bio-Bistro. Es werden überwiegend biologisch erzeugte Lebensmittel (außerdem Seefisch aus nachhaltigem Fischfang) verkauft.

## Deutschland
Seit 2003 hat Denns Biomärkte in Deutschland; im Jahr 2018 waren es 215 Filialen. Bis 2013 betrieb Dennree als einer der Füllhorn-Gesellschafter Biomärkte unter eben diesem Namen. 2017 übernahm Denns die zwei Filialen des Bio-Vollsortimenters Bio-Sphäre in Dresden.

## Österreich
In Österreich betreibt Denns im Jahr 2021 insgesamt 34 Märkte und ist in jedem Bundesland vertreten. Dabei inkludiert sind sieben Standorte des 2015 insolventen Lebensmittelhändlers Zielpunkt in Wien und Graz, die 2016 von Denns übernommen wurden. 2010 hatte Denns auch die älteste österreichische Biosupermarkt-Kette Bio-Maran übernommen.

## Kritik
Denns Biomarkt stand 2013 wiederholt in der Kritik wegen außertariflicher Bezahlung. Dennree lehnt einen Flächentarifvertrag ab und bezahlt unterschiedliche Löhne je nach Standort.

## Initiativen
Im Jahr 1999 starteten Denns Biomarkt und die Biomarkt-Verbundgruppe eine Initiative unter dem Motto „Kernkraft? Ja bitte!“. Mit diesem Wortspiel war allerdings nicht eine Unterstützung der Kernenergie gemeint, sondern eine zukunftsfähige Züchtung von Saatgut ohne Gentechnik, da laut eigenen Angaben bereits 94 % der Nutzpflanzenvielfalt unwiederbringlich verschwunden sind und die Träger der Initiative diese deshalb stärken wollten. 2019 spendete die Initiative 300.000 Euro an biologische Zuchtprojekte.
2021 sammelte der Biomarkt-Verbund mit der Kampagne „Aufrunden? Ja, bitte!“ für vom Hochwasser betroffene Biobetriebe 180.000 Euro.
Seit 2022 geht Biomarkt zusammen mit Too Good To Go gegen Lebensmittelverschwendung vor. Mit Hilfe einer App bekommen Nutzer die Möglichkeit, Lebensmittel, die kurz vor dem Mindesthaltbarkeitsdatum stehen, zum vergünstigten Preis zu erhalten.
Außerdem unterstützt Biomarkt die Saatgutinitiative Mit vereinten Gärten finanziell sowie mit dem Anbau und somit der direkten Erforschung von mehltauresistenten Salatpflanzen.